# أرماند غويبرت
أرماند غويبرت (بالفرنسية: Armand Guibert)‏ (و. 1906 – 1990 م) هو شاعر، وكاتب، ومحرر، ومحاضر ‏، ومترجم فرنسي، توفي عن عمر يناهز 84 عاماً.